# ガルダン・ハーン
ガルダン・ハーン（モンゴル語：Галдан хаан、中国語：噶尔丹 汗、1644年 - 1697年4月4日）は、オイラト部族連合に属すジュンガル部（ジュンガル・ホンタイジ国、英: Zunghar Khanate）の第4代部族長および第3代ホンタイジ（在位：1671年 - 1697年）。バートル・ホンタイジの四男、またホシュート部のグーシ・ハーンの孫でもある。

## 生涯
1644年、ガルダンはバートゥル･ホンタイジとグーシ･ハーン娘との間に生まれ、まもなくして前年に亡くなったチベットの高僧ウェンサ・トルクの転生と認定された。13歳の頃、チベットへ留学し、パンチェン・ラマ1世とダライ・ラマ5世に師事した。10年の後、故郷へ戻り、還俗する。
1670年、ジュンガル部長で同母兄であるセンゲが異母兄たちによって殺されると、ガルダンはセンゲの仇を討ち、センゲの妻を娶ってジュンガル部長となった。翌1671年、ダライ・ラマ5世はジュンガル部を制覇したガルダンに「ホンタイジ」の称号を授けた。
1675年、ガルダンは義祖父 (妻アヌの祖父) であるホシュート部オチルト･チェチェン･ハーンと衝突し、翌1676年の冬にオチルトを捕虜とした。この功績により、ガルダンはダライ・ラマ5世より「持教受命王」の称号を授かり、ガルダン・ボショクト・ハーンとなり、ジュンガル部における最初で最後のハーンとなった。これにより、それまでオイラト部族連合の盟主であったホシュート部に代わり、ジュンガル部がオイラト部族連合の盟主となり、ゲルク派の擁護者に認定された。
1679年、ガルダン・ハーンはハミとトルファンを征服し、翌1680年にカシュガル，ヤルカンド，ホータンなどのオアシス都市を征服して、東チャガタイ・ハーン家の一族と黒山党（イスハーキーヤ）のホージャをイリに幽閉した。一方で白山党（アーファーキーヤ）のホージャを代官としてヤルカンドに据えて、毎年莫大な貢納を取り立てた。翌年（1681年）からは毎年西方の中央アジアに遠征し、カザフ人とキルギス人を攻め、1684年にはタシュケントとサイラムを、1685年にはアンディジャンに遠征し、瞬く間に中央アジアを征服していった。
1687年、モンゴルのハルハ部において、トシェート・ハーンとジャサクト・ハーンの内紛が起き、ジャサクト・ハーンであるチェングン（成袞）がガルダン・ハーンを頼ってジュンガル部に向かったところ、トシェート・ハーンであるチャグンドルジ（察琿多爾済）に追いつかれて殺され、ジュンガル部から出動したガルダン・ハーンの弟もチャグンドルジによって殺された。翌1688年、ガルダン・ハーンは3万の兵を率いてハンガイ山脈を越え、待ち構えるトシェート・ハーンの軍を破り、二手に分かれて、仏教寺院エルデニ・ジョーとチェチェン・ハーンの領地を略奪した。これによりハルハ部の人々は算を乱して逃亡し、数10万にのぼる人々が漠南へ行って清朝の保護を求めた。ガルダン・ハーンは清朝の康熙帝に手紙を出し、ハルハ侵攻の言い訳として、「1686年の講和会議における、チャングンドルジの弟で、ガルダンの前世であるウェンサ・トルクの弟子であったチョナン派の高僧ジェプツンダンバ・ホトクト1世がダライ・ラマの名代であるガンデン大僧院座主(ガンデン・ティパ)と同じ高さの席を占め、あらゆる点で対等にふるまったことは、ダライ・ラマとゲルク派に対する冒涜である」と説明した。ガルダン・ハーンは清朝を敵に回したくなかったが、チャングンドルジとジェプツンダンバ・ホトクト1世の引き渡しを要求すべく、何度も使者を派遣した。しかし、清朝側は引き渡しに応じなかった。
1690年、ガルダン・ハーンは2万の兵を率いて北京北方のウラーン・ブトンで清朝と衝突し、激しい射撃戦となった。やがてダライ・ラマ5世の摂政が派遣した高僧が来て仲裁に入ったため、清軍と交渉している間にジュンガル軍は漠北に撤退した。同じ頃、兄センゲの子であるツェワンラブタンがガルダン・ハーンに反旗を翻し、ジュンガル部の本拠地であるイリ地方とタリム盆地を支配して康熙帝と連絡を取り合った。
1696年、康熙帝はハルハ部民の土地を取り返すという大義名分を得たため、3個軍団を率いて漠北に侵攻した。両軍はウラーン・バートルから東へ30キロのジョーン・モドで戦闘になり、ガルダン・ハーンの軍は壊滅し、ガルダンの妃であるアヌ・ハトンが戦死した。ガルダン・ハーンは少数の部下と共に脱出したが、故地に帰ることができなかったため、ハンガイ山脈とアルタイ山脈の間を放浪したあげく、1697年4月4日に病死した。その後は子のタンチラが継いだ。